# Росати, Дариуш
Дариуш Каетан Росати (пол. Dariusz Kajetan Rosati, итал. Gaetano Dario Rosati; род. 8 августа 1946, Радом, Польша) — польский политик и экономист итальянского происхождения, министр иностранных дел Польши с 1995 по 1997 год, член совета по денежно-кредитной политике с 1998 по 2004 год, председатель комитета государственных финансов с 2011 по 2014 год. Депутат Европарламента в 2004—2019 годах и Сейма с 2019 года.

## Биография

### Ранние годы
Отец Дариуша Росати, итальянец Анджело, находился в лагере для военнопленных. После освобождения поселился в Лодзи. Мать, полька Ванда, была вынуждена работать в Германии. Родители Дариуша развелись вскоре после его рождения, отец уехал во Францию. Когда Росати исполнилось десять лет, мать от его имени отказалась от его итальянского гражданства, а также изменила порядок его имён.

### Образование
Дариуш учился в XXII Общеобразовательном лицее им. Хосе Марти в Варшаве. Окончил факультет внешней торговли Варшавской школы экономики. Параллельно он несколько лет изучал математику в Варшавском университете.
Получив степень магистра экономических наук в 1969 году, он начал работать в Варшавской школе экономики в качестве ассистента. В 1973 году защитил докторскую диссертацию, в 1978 году получил степень доктора экономических наук. В 1990 году получил учёное звание профессора экономических наук. Специализируется в области макроэкономической политики, евроинтеграции, финансов и международной торговли.
В 1970—1990 годах Дариуш прошёл ряд стажировок, в том числе во Франции, Великобритании, США и Венгрии. Он неоднократно был экспертом в международных организациях (ЮНИДО, Всемирный банк, Европейская комиссия, Международная организация труда). В 1986—1987 годах Росати был приглашённым профессором в Принстонском университете в США. В 1985 году он основал и занимал должность директора Института мировой экономики при Варшавской школе экономики, а затем директора Института условий бизнеса и цен внешней торговли.

### Политическая деятельность
В 1962—1973 годах принадлежал к Союзу социалистической молодёжи, а в 1964—1973 годах — к Ассоциации польских студентов. В 1966—1990 годах Росати входил в Польскую объединённую рабочую партию. Был секретарём университетского комитета ПОРП при Варшавской школе экономики. С 1987 по 1990 год он участвовал в работе комиссии по экономическим реформам, а в 1988—1989 годах Дариуш был членом экономической консультативной группы премьер-министра ПНР Мечислава Раковского. На парламентских выборах 1989 года он безуспешно баллотировался на место сенатора от столичного воеводства. После смены режима поддерживал посткоммунистические партии Союз демократических левых сил и Социал-демократия Польши, но не был их членом.
На рубеже 1980-х и 1990-х годов Росати был одним из членов наблюдательного совета Фонда обслуживания внешнего долга. В 1991—1995 годах работал в Европейской экономической комиссии Организации Объединённых Наций в Женеве в качестве руководителя секции стран Центральной и Восточной Европы. С 1994 по 1997 год он заседал в совете по экономической стратегии при совете министров.
С декабря 1995 года по октябрь 1997 года Дариуш был министром иностранных дел, с 1998 по 2004 год был членом совета по денежно-кредитной политике первого срока. С мая 2003 года по сентябрь 2005 года он являлся ректором Высшей школы торговли и права им. Рышарда Лазарского в Варшаве.
Росати является членом Польского экономического общества (с 1969 года), а также Европейской экономической ассоциации и Европейской ассоциации сравнительных экономических исследований. В 1998—2001 годах он заседал в наблюдательном совете Программы международных обменов (IREX) в Вашингтоне, а в 1999—2010 годах был членом Комитета экономических наук Польской академии наук. В 2001 году он стал членом группы экономических советников президента Европейской комиссии Романо Проди. До мая 2006 года он заседал в наблюдательном совете Варшавской инвестиционной группы. Автор более 260 научных работ (в том числе девяти книг), опубликованных на польском, английском, русском и других языках.
На европейских выборах 2004 года баллотировался по списку Социал-демократии Польши. Он получил депутатский мандат, получив 76 834 голоса.
В ноябре 2007 года Институт национальной памяти сообщил, что Дариуш Росати в 1968 году был зарегистрирован Первым департаментом министерства внутренних дел в качестве кандидата на секретного сотрудника, в 1976 году в категории «безопасность», а в 1978 году в качестве оперативного контакта. В 1985 году он был зарегистрирован во Втором департаменте министерства внутренних дел (контрразведка) в категории «кандидат», а в ноябре 1989 года в категории «безопасность». В июле 2007 года Росати сделал заявление, отрицая, что сотрудничество выходило за рамки случайных контактов. Его заявления не ставились под сомнение омбудсменом или прокурором Института национальной памяти.
В 2009 году Дариуш возглавлял Соглашение о будущем, объединявшем, среди прочего, Социал-демократию Польши, Демократическую партию и Партию зелёных. Он баллотировался на выборах в Европейский парламент. В 2011 году Росати объявил о сотрудничестве с Гражданской платформой, приняв участие в юбилейном съезде партии. На парламентских выборах в том же году он был избран членом Сейма, набрав 59 562 голоса. На VII созыве он был председателем комитета государственных финансов.
На европейских выборах 2014 года также от Гражданской платформы Дариуш получил мандат депутата Европейского парламента. В Европарламенте он стал членом Европейской народной партии, комитета по экономическим и валютным вопросам, делегации в совместной парламентской ассамблее ACP-ЕС, занимающейся отношениями со странами Африки и Карибского бассейна и Океании. В 2016 году он стал координатором и представителем фракции Европейской народной партии в комиссии по расследованию нарушении законодательства ЕС и его неправильном управлении в связи с отмыванием денег, уклонением от уплаты налогов, в 2017 году стал главой делегации в парламентском комитете ассоциации ЕС-Украина, а в 2018 году стал членом специального комитета по финансовым преступлениям, уклонению от уплаты налогов. Он также стал членом делегации в Парламентской ассамблее Евронест, занимающейся вопросом сотрудничества ЕС со странами Восточного партнёрства.
26 февраля 2016 года Росати стал членом экономической группы консультантов Гражданской платформы. На европейских выборах в 2019 году он не стал кандидатом от Европейской коалиции. На национальных выборах в том же году он снова получил место в сейме, баллотируясь от Гражданской коалиции.

## Личная жизнь
Дариуш Росати с 1971 года женат на модельере Тересе Росати. Они имеют двоих детей: сына Марцина и дочь Веронику.

## Награды
- Кавалер серебряного креста Заслуги (1981)
- Кавалер рыцарского креста ордена Возрождения Польши (1989)
- Кавалер ордена «За заслуги» (Франция)
- Кавалер Большого креста ордена «За заслуги перед Итальянской Республикой» (1997, Италия)[15]
- Кавалер ордена «За заслуги» III степени (Украина)
- Гранд-офицер ордена Великого князя Литовского Гядиминаса (1997, Литва)[16]